# Qandyssu
Der Qandyssu (kasachisch Қандысу) ist ein Zufluss des Saissansees in Ostkasachstan.
Der Flusslauf liegt in den Verwaltungsbezirken Saissan und Tarbaghatai. Der Qandyssu entspringt in der Schilikti-Senke. Er fließt in westlicher Richtung durch die Senke. Der Qandyssu passiert den Ort Saryöleng (Сарыөлең), wo er den Tersairyq von links aufnimmt. Kurz darauf wird er von der Qandyssu-Talsperre gestaut. Später fließt er an dem Ort Aqschar vorbei. Seine Mündung liegt am Südufer des Saissansees, der vom Irtysch entwässert wird. Der Qandyssu hat eine Länge von 121 km. Er entwässert ein Areal von 4640 km².